# John Galliano
John Charles Galliano CBE, RDI (n. 28 noiembrie 1960, Gibraltar, Teritoriile britanice de peste mări, Regatul Unit) este un designer vestimentar britanic care a fost designer principal al companiilor franceze Givenchy (din iulie 1995 până în octombrie 1996), Christian Dior (din octombrie 1996 până în martie 2011) și a propriului label Arhivat în 5 iunie 2013, la Wayback Machine. John Galliano.

## Familie
S-a născut în Gilbratar, tatăl lui, Juan Galliano fiind localnic, iar mama, Anita, de origine spaniolă. Acesta are două surori. Tatăl lui a lucrat ca și instalator. Familia lui s-a mutat în Anglia pentru a-și căuta de lucru când Galliano avea șase ani, aceștia stabilindu-se ulterior în Streatham, sudul Londrei, înainte de a se muta în Dulwich și mai târziu în Brockley. A fost crescut într-o familie strictă de romano-catolici. Galliano, era timid și neîncrezător în sine, acesta vorbind deseori de eforturile lui de a se integra. Reamintindu-și de trecutul lui, el a recunoscut o dată: „Nu cred că oamenii aici înțelegeau de unde veneam eu.” Mama lui, profesoară de flamenco, obișnuia să îl îmbrace în cea mai „inteligentă” ținută chiar și numai pentru un drum la magazinele locale. Asta, în combinație cu sensibilitatea lui creativă, a motivul pentru care era deseori agresat la școala de băieți din Londra la care mergea.

## Cariera

### Începutul carierei
După ce a urmat Școala St. Anthony și Școala de gramatică Wilson în Londra, Galliano și-a continuat studiile la Colegiul de Artă și Design Central Saint Martins, unde a absolvit în 1988 cu onoruri în design vestimentar. Prima lui colecție a fost inspirată de Revoluția Franceză, fiind intitulată Les Incroyables și având muzică de fundal mixată de DJ Jeremz Healy. Colecția a fost bine primită de critici și a fost cumpărată în întregime în scopul revânzării de către buticurile londoneze Browns. Atunci, Galliano și-a început propria casă de modă, alături de colaboratori pe termen lung ca și Amanda Harlech, stilist la vremea respectivă la Harpers and Queen și Stephan Jones, modisă.
În urma succesului lui, Galliano a închiriat un studio în Londra, dar talentul lui artistic nu a fost însoțit de un cap de afaceri. Mai mult decât atât, el va duce pasiunea lui pentru viața de noapte din Londra la  extreme. Inițial, sprijinul financiar venea din partea lui Johan Brun, iar atunci când contractul a ajuns la sfârșit, antreprenorul danez Peder Bertelsen, deținător al firmei Aguecheek, care o susțineau la vremea respectivă și pe Katherine Hamnett, au preluat afacerea. Acest contract s-a sfârșit în 1988, iar Galliano a căutat sprijin financiar din partea lui Faycal Amor (proprietar și designer al casei de modă Plein Sud) care l-a dirijat să își stabilească afacerea în Paris. Galliano s-a relocat în Paris în căutare de susținere financiară și o bază de clienți puternică. Prima lui prezentare de modă a fost în 1989, ca parte din Paris Fashion Week. Până în 1990 era în faliment, iar după ce propria casă de modă cu sediul la Londra nu a reușit să aducă norocul de partea lui, s-a mutat în Paris.

### Paris
În 1993, sprijinul financiar din partea lui Amor a luat sfârșit și prin urmare, Galliano nu a avut o colecție în octombrie, ratând astfel sezonul. Cu ajutorul editorului senior al revistei americane Vogue Anna Wintour și al lui Andre Leon Talley, atunci corespondent la Vanity Fair, Galliano a fost introdus elitei portugheze, patronului Sao Schlumberger și finanțatorilor îndrăzneți firma Arabela Inc., John Bult și Mark Rice. Cu ajutorul acestui parteneriat Galliano a obținut susținerea financiară dorită și aprobarea societații de elită de care avea nevoie pentru a avea credibilitate în Paris. Aceasta colecție a fost una importantă în dezvoltarea casei de modă Galliano.

### Givenchy
În iulie 1995, acesta a fost desemnat ca fiind designer al casei de modă Givenchy de Bernard Arnault, proprietar al congromeratului de bunuri de lux LVMH, devenind astfel primul designer britanic în fruntea unei case haute couture franceze. Pe 21 ianuarie 1996, Galliano a prezentat prima colecție couture în fruntea casei Givenchy. Colecția a primit mari laude din partea industriei media de modă. Câteva dintre designurile lui Galliano pentru Givenchy au fost licențiate la Vogue Patterns. În mai puțin de doi ani după, pe 14 octombrie 1996, LVMH l-a mutat pe Galliano la Christian Dior, înlocuindu-l pe designerul italian Gianfranco Ferre.

### Dior
Galliano a fost citat spunând că dragostea pentru teatru și feminitatea sunt nucleul în creațiile sale: „Rolul meu este de a seduce”, a spus acesta, ajungând să recreze câteva din creațiile Dior de epocă pentru Madonna în Evita. De asemenea, a recunoscut influența moștenioarei Millicent Rogers.

## Suspendare și concediere
Pe 25 februarie 2011, Dior a anunțat suspendarea lui Galliano în urma arestului acestuia din cauza unei presupuse tirade într-un bar din Paris. În aceeași zi, site-ul parizian Citizenside a primit un video cu o declamare similară în același bar în luna decembrie. În video apare Galliano beat, așezat la o masă în L’Absinthe insultând un grup de femei italiene și declarând: „Îl iubesc pe Hitler...Oameni ca voi ar fi morți. Mamele voastre, strămoșii vostrii ar fi al naibii de gazați.” Incidentul a avut loc chiar înaintea săptămanei de modă la Paris pentru Toamnă/Iarnă 2011-12.
Acest video a fost autorizat ziarului de tip tabloid britanic The Sun, care l-a publicat pe site-ul lor. În urma comentariilor lui Galliano a fost imitat în Saturday Night Live de Taran Killam.
Natalie Portman, actriță americană care este evreică și a cărei străbunici au murit la Auschwitz, avea un contract de promovare cu Dior pentru parfumul Miss Dior Cherie. Într-o declarație, ea și-a exprimat dezgustul cu privire la comentariile lui Galliano antisemite. Portman a spus: „Sunt profund șocată și dezgustată de video-ul cu comentariile lui John Galliano care a apărut azi...Sper ca la sfârsit, aceste comentarii teribile să ne aducă aminte să reflectam și să acționăm asupra combaterii acestor prejudecăți care încă există și care sunt opuse a tot ce este frumos.” Nu toată lumea din industria modei a fost de acord cu parerea lui Portman. Stilist și designer vestimentar Patricia Field i-a luat apărarea lui Galliano, trimițând un email la 500 de prieteni, bloguri și media. Ea a respins comentariile lui Galliano ca fiind „teatru”. Mai târziu, într-un interviu la tefefon cu Women's Wear Daily a descris comportamentul lui Galliano din videoclip ca o „farsă” și a fost uimită că oamenii din industria modei nu a recunoscut-o ca atare. „E teatru...E o farsă. Dar, oamenii din modă nu recunosc farsa din el. Dintr-o dată oamenii din industria modei nu îl cunosc. Dar e în regulă când e Mel Brooks în The Producers cântând „Springtime for Hitler”, adaugă Field. Un alt model pentru Dior, actrița franceză Eva Green, a spus despre incident: ”Câteodată, poți face greșeli. Nu cred că el este antisemit. Sunt evreică. Nu cred că are nimic împotriva evreilor. Cred că mai degraba era puțin beat.”
Pe 1 martie 2011, Dior a anunțat că a au început procedurile pentru concedierea lui Galliano, directorul executiv  Sidnez Toledano afirmând, „Dezaprob ferm ce a spus John Galliano”. După incident site-ul popular personal a lui Galliano a fost blocat și indisponibil vizitatorilor. Galliano a negat acuzațiile prin avocatul lui. și a lansat un proces de defăimare împotriva a două persoane care îl acuzau de antisemitism. Numarate zvonuri au apărut de asemenea că totul a fost înscenat. „Din prima zi a săptămanii modei, mulți editori au început să spună că Dior a vrut să scape de el și că un complot ca acesta ar salva de a fi nevoie să-l plătească 17 milioane de lire sterline”, a spus Marcellous L. Jones, editor-șef al revistei online thefashioninsider.com  Dior a anunțat că va continua să susțină financiar marca Galliano, datorită licenței în ciuda sandalului anterior care implică presupuse remarci antisemite.

### Acuzații penale
A fost reportat pe 2 martie 2011 că Galliano a fost judecat la Paris pentru că ar fi „făcut comentarii rasiste la adresa unor clienți într-o cafenea”. Se apune că acesta și-a cerut scuze „fără rezerve” pentru comportamentul lui, în timp ce Dior a descris comentariile din video ca fiind „odioase”. Potrivit Financial Times, dacă va fi găsit vinovat, Galliano ar putea confrunta  până la șase luni de închisoare și o amendă de 22.500 de euro (în jur de 31.000 de dolari). Daily Telegraph a reportat că se crede că Galliano a părăsit acum Franța și că ar fi într-o clinică de reabilitare cel mai probabil în Arizona. Un tribunal din Paris a comandat ca el să fie judecat în baza acuzațiilor de "insulte publice bazate pe origine, afiliere religioasă, rasă sau etnie", împotriva a trei persoane. Procesul a început la 22 iunie 2011.
Pe 8 septembrie 2011, el a fost găsit vinovat pentru remarcile antisemite făcute. John Galliano a fost condamnat să plătească un total de 6.000 de euro (8.400 de dolari)  după ce un tribunal francez l-a găsit vinovat pentru insultele publice pe motive de rasă.

## Revenirea
Până la începutul anului 2013 era evident că o revenire era în lucru. Galliano a acceptat o invitație de la Oscar de la Renta, intermediată de Anna Wintour, pentru o reședenție temporară la studioul de design Renta pentru a pregăti colecția lui ready-to-wear pentru toamnă 2013 în cadrul New York Fashion Week din februarie. Galliano a primit, de asemenea, o scutire de la Anti-Defamation League, care a lăudat eforturile sale pentru a ispăși faptele sale și i-a urat de bine. ADL a venit din nou în apărarea lui după ce New York Post a publicat o poză cu el în drum spre prezentarea Renta îmbrăcat în ceea ce aceștia au considerat a fi îmbrăcăminte  hasidică. Galliano a rămas în culise, ceea ce a primit recenzii favorabile.

### Onoruri
Galliano a fost câștigătorul premiului British Designer of the Year, în 1987, 1994 și 1997, împărțind premiul cu Alexander McQueen, succesorul lui la Givenchy.
A fost premiat cu CBE (Commander of the Oreder of the British Empire) în 2001 Queen's Birthday Honours List  pentru serviciile aduse industriei modei ca și designer vestimentar. A primit această onoare pe 27 noiembrie 2001 la Palatul Buckingham în Londra, Anglia. 
A primit premiul RDI pentru contribuția adusa industrie modei.
A apărut în The Independent on Sunday’s 2007 „pink list” pentru că este „unul dintre cei mai influente persoane gay din Anglia”.
În 2009, Galliano a primit premiul French Legion of Honour, premiu acordat unor degineri prestigioși ca și Hubert de Givenchy, Yves Saint Laurent, Azzedine Alaïa și Suzy Menkes. Datorită unui decret semnat de președintele François Hollande, onoarea a fost revocată, datorită sentinței dată de tribunalui francez conform cărei acesta este vinovat pentru remarcile antisemite, publicat în Monitorul Oficial al Franței pe 23 august 2012. Galliano nu mai are dreptul să poarte medalia Legiunea de onoare.

## Viața personală
În interviuri Galliano a  dat numele său complet ca Juan Carlos Antonio Galliano-Guillén. Galliano a împărțit casa lui din Paris cu iubitul lui, Alexis Roche, un stilist consultant. Galliano a devenit o figură familiară pe străzile Le Marais, o zonă din Paris populară pentru gay și comunitatea evreiască.